# Ransol

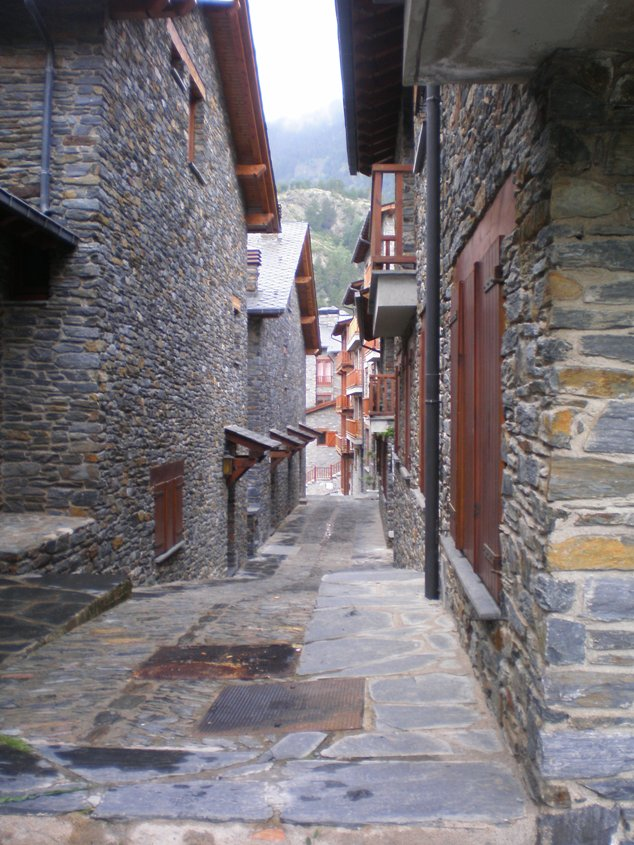
Eine Straße in Ransol

Ransol ist ein Dorf in der Parroquía Canillo in Andorra. Es liegt auf einer Höhe von 1745 Metern und zählte im Jahr 2024 284 Einwohner.
In Ransol befinden sich die Kirche Sant Jaume de Ransol, sowie Minen aus dem 17. und 18. Jahrhundert. Die Arbeit in den Minen wurde im Jahr 1876 eingestellt.

## Lage

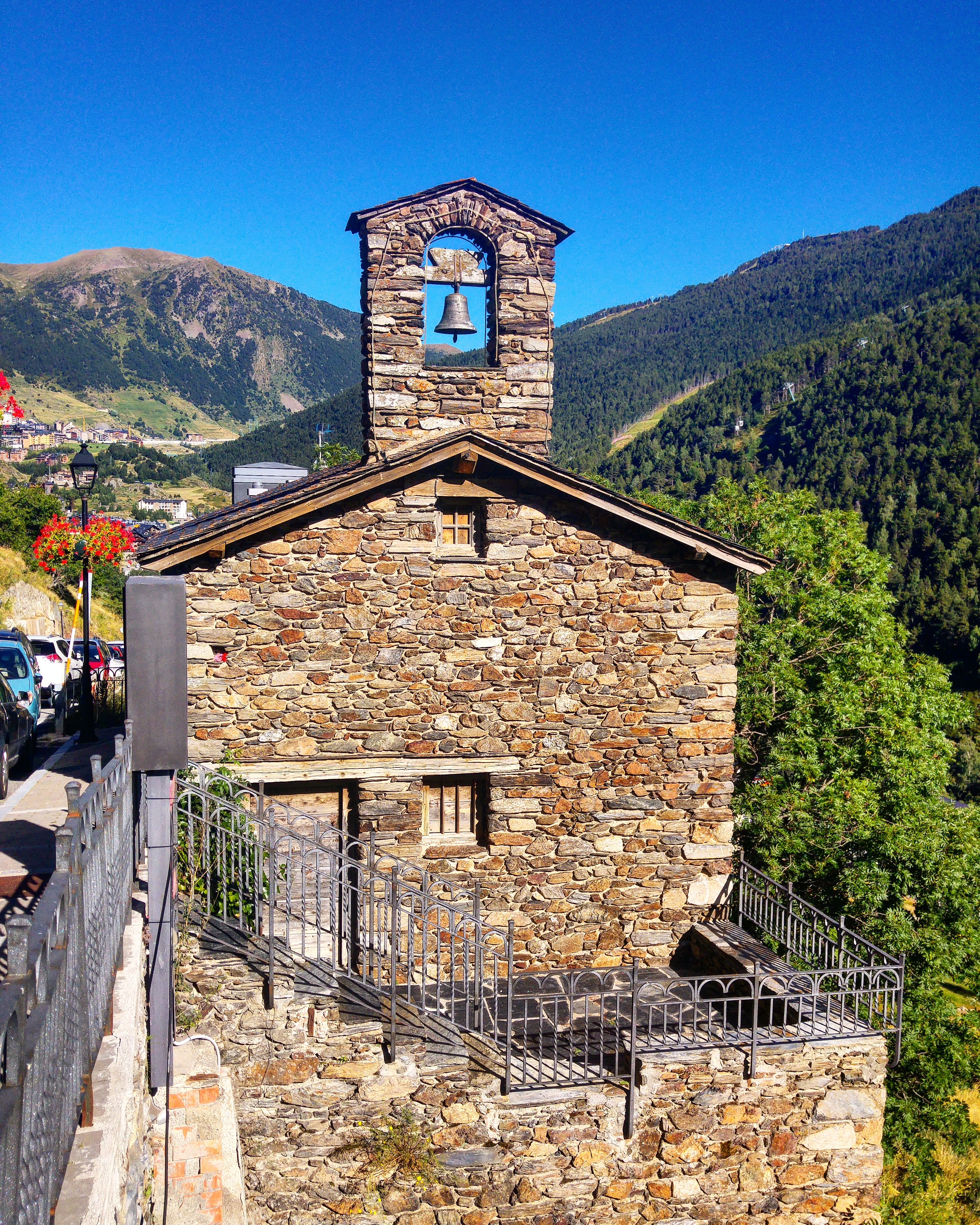
Kirche Sant Jaume de Ransol

Ransol liegt im Nordosten des Landes Andorra und im Zentrum der Parroquía Canillo. Das Dorf liegt wenige Meter nördlich des Riu Valira d'Orient und der Hauptstraße CG-2. Durch den Ort fließt außerdem der Riu de la Coma. Ransol liegt etwa 5 Kilometer nordöstlich von dem Ort Canillo und etwa 16 Kilometer nordöstlich von Andorra la Vella.